# 河野一英
河野 一英（こうの いちえい、1920年〈大正9年〉8月16日 - 2015年〈平成27年〉7月24日）は、日本の公認会計士（登録番号No.992）。正七位勲四等。元センチュリー監査法人（現・EY新日本有限責任監査法人）会長。大東文化大学名誉教授。商学博士。オーデリック特別顧問、日東工器・日本ライフライン・化学工業日報社・味の浜藤・シレン・各顧問、横浜化成監査役、大蔵省公認会計士試験委員、センチュリー監査法人会長を歴任した。

## 略歴
1920年、平田屋（のちの平田百貨店、現・高麗大然閣タワー）従業員の河野一三（広島県沼田郡緑井村出身）・房（旧姓・村井、三重県出身）夫妻の長男として朝鮮京畿道京城府にて出生した。生後1か月で内地に帰還し、父の故郷の広島県を経て東京府の田園調布に移り、同地で幼少期を過ごした。
1938年、東京府立第一商業学校を卒業し、1941年東京実業学校教諭を経て、旭硝子社員となる。その後、明治大学商学部に入学するが、1943年9月に大学を繰り上げ卒業し、10月1日に海軍予備学生3期生として館山砲術学校に入学した。同基礎教育課程では区隊学生長を務めた。翌1944年1月30日の基礎教育課程修了後、陸戦科特別攻撃隊要員に選抜され、3月恩賜賞を受け砲術学校を卒業し、海軍少尉任官となる。呉鎮守府第101特別陸戦隊（通称・山岡部隊）隊員に選ばれ、12月1日にアンダマン諸島へ赴任し、同島の第12特別根拠地隊陸警隊北辺隊教官となるが、間もなく司令部の専任参謀島崎繁一大佐附副官となる。1945年8月、南アンダマン島の住民約400人を無人島であるハブロック島に移住させることとなり、その移送指揮官に命じられるが、実行2日前に高野正好少佐の提案で移送は水警隊の移管となる。なお、移住した住民のほとんどが耕地のない同島で餓死したことの責任を問われ、河野の代わりに移送指揮官となった2名の予備士官は戦後シンガポールのチャンギ刑務所にて絞首刑に処せられた。大尉の階級で終戦を迎え、復員して従七位に叙せられる。
1947年ごろ、日本社会党所属衆議院議員田中斉の秘書を務めた後、1954年に公認会計士試験に合格し、1955年には明治大学および中央商科短期大学講師に就任した。1963年4月、大東文化大学経済学部経営学科助教授となり、1976年に同大学経済学部長に就任し、1978年まで務める。1984年、同学部附置の経理研究所（現・経営研究所）初代所長に就任する（～91年）。また論文「会計方法論の論理構造」により、明治大学より商学博士号を取得した。
1996年、連合駿台会の前身である明友クラブ会長に就任した。その他、毎年4月に行われるシンガポール・チャンギ殉難者慰霊祭での世話人会長も長らく務めていた。
2015年7月24日に死去。94歳没。
東京都大田区田園調布に住み、港区に「河野一英事務所」を構えていて趣味は読書だった。

## 系譜
- 妻・波子(1924年8月2日生、旧姓藤田、明大法学部卒[2])
- 長男・一郎(1947年2月15日生、早大博士課程卒、中央学院大教授[2])
- 長女・英代(1948年3月17日生、慶大法学部文学部各卒、菅谷真理雄(1946生隆介長男、慶大経済学部卒、住友電工子会社社長)夫人[2])
- 二女・厚子(1952年12月27日生、成蹊大文学部卒、唐沢洋(1947年生吉信長男、慶大商学部卒、公認会計士、新日本監査法人代表社員)夫人[2])
- 弟・英二(1922年生、元山形日本電気顧問[2])
- 弟・三郎(1924年-2002年[2])
- 妹・喜久(1926年-1996年[2])
- 弟・典男(1928年生、明大商学部卒、世紀東急工業顧問[2]元世紀東急工業社長、2020年没[15])
- 弟・櫻樹(1930年生、モトキ商事社長[2])
- 弟・六郎(1931年生、モトキ商事社員[2])

## 主な著書・論文

### 著書
- 『会計学の基礎理論』産学社、1955年
- 『工業簿記: 初歩から原価計算まで』鶴書房、1969年
- 『売掛金の回収管理: 質倒れ防止のチェック・ポイント』同文館、1971年
- 『監査実務』森山書店、1978年
- 『会計方法論の基礎構造』森山書店、1984年

### 論文
- 「イギリス式財務諸表のもつ特異性」（1983年）
- 「イギリス会計思考に関する一考察」（1983年）
- 「会計学における思考様式に関する一考察」（1982年）
- 「会計方法論の史的考察」（1980年）
- 「日米財務諸表の主な相異点について」（1979年）

## 受賞・栄典
- 1992年 - 日本公認会計士協会学術賞[2]
- 1994年4月29日 - 勲四等旭日小綬章[16][2]